# Parti de la liberté et de la justice (Serbie)
Pour les articles homonymes, voir Parti de la liberté et de la justice.
Le Parti de la Liberté et de la Justice (serbe: Stranka slobode i pravde, SSP) est un parti politique social-démocrate en Serbie.

## Histoire

### Formation
À la suite des échecs électoraux successifs du Parti démocrate depuis 2012, celui-ci est quitté par certains de ses membres et alliés. C'est notamment le cas de Stefanović en 2015, qui fonde le parti de la Gauche serbe, puis de Dragan Đilas en 2016, et enfin en 2018 du Parti vert écologique - Les verts, dirigé par Dejan Bulatović.
En mars 2019, Đilas convient avec Bulatović de former un nouveau parti, le SSP. Ils sont ensuite rejoints dans ce projet par la Gauche serbe (LS). La convention fondatrice a eu lieu le 19 avril 2019. Đilas est nommé président, Stefanović, président délégué et Bulatović et Marinika Tepić vice-présidents. À sa formation, le SSP est doté de deux sièges à l'Assemblée nationale de Serbie et 13 sièges à l'Assemblée municipale de Belgrade.

### 2019-2021
En vue des élections législatives de 2020, le SSP rejoint l'alliance de principaux partis d'opposition, l'Alliance pour la Serbie (en)(SZS). Cependant le parti, puis la coalition tout entière, décide de les boycotter, affirmant qu'elles ne sont ni libres ni équitables,. Le SSP participe également à la coalition Opposition unie de Serbie (UOPS), successeur du SZS, de sa formation en juin 2020, à sa dissolution en janvier 2021.

### Depuis 2022
En vue des élections législatives et présidentielle de 2022, le SSP fonde avec les partis d'oppositions une nouvelle alliance électorale, Serbie unie (UZPS). UZPS remporte 38 sièges à l'assemblée nationale, dont 10 reviennent au SSP. Leur candidat à la présidence, Zdravko Ponoš récolte 18% des suffrages.
À la suite des élections, le SSP forme un groupe parlementaire, En avant vers l'Europe, avec des petits partis d'opposition européistes.
Le SSP participe en 2023 aux manifestations contre la violence, à la suite des fusillades de mai 2023 . En octobre 2023, le SSP forme, avec les autres partis organisateurs des manifestations, la coalition Serbie contre la violence, en vue des élections législatives de 2023.

## Idéologie
Le SSP est un parti social démocrate qui se positionne au centre-gauche sur l'échiquier politique,.

### Économie
Đilas affirme en mai 2020 son opposition au néolibéralisme, le qualifiant de «non seulement mauvais, mais mettant la vie en danger».
Dans son programme de 2020 le SSP propose sur le plan fiscal d'introduire une imposition progressive sur le revenu, des allégements fiscaux pour les dons dans les domaines de la santé, de la culture et du sport. Il déclare également vouloir en finir avec la corruption et les projets inutiles financés par le gouvernement.
Grace a l'argent rapporté par ces mesures, le SSP propose des mesures pour l'éducation, tel que le financement public des manuels et repas scolaires, et l'augmentation des salaires des enseignants. Le parti prévois également l'adoption d'une nouvelle loi travail qui augmenterait les salaires et améliorerait les conditions de travail.

### Écologie et santé
Le SSP appelle a la fin des projets écocides, notamment le « massacre environnemental » à Aleksinac en mai 2019. Il critique également le ministère de la Protection de l'environnement concernant la qualité de l'air à Bor en juin 2019, affirmant que le gouvernement avait ignoré la pollution excessive de l'air par le dioxyde de soufre et les particules de métaux lourds.

### Politiques étrangères
Le SPP est un Parti pro-européen qui soutient l'adhésion de la Serbie à l'Union européenne.
Il critique comme impérialistes les investissements chinois dans les infrastructures serbes. De plus, les contrats de libre échanges avec la Chine ont selon le parti des conséquences néfastes sur l'économie, l'emploi et les normes de travail serbes.
Au début de l'invasion russe de l'Ukraine en 2022, le parti déclare son soutien à l'intégrité territoriale de l'Ukraine et appelle à l'envoi d'une aide humanitaire. En novembre 2022, il propose une résolution pour mettre en œuvre des sanctions contre la Russie.
Le SSP s'engage à la réconciliation, à la coopération et à l'acceptation de la diversité entre les pays des Balkans, notamment concernant la question du Kosovo.

### Affiliation internationale
Le SSP entretien des liens étroits avec le Parti socialiste européen, et ses membres, notamment l'Union sociale-démocrate de Macédoine et le Parti social-démocrate autrichien,. Le parti est également représenté lors de réunions du PSE, au forum progressiste mondial de 2022, et dans le Groupe socialiste de l' Assemblée parlementaire du Conseil de l'Europe .